# Catephia sericea
Catephia sericea är en fjärilsart som beskrevs av Butler 1882. Catephia sericea ingår i släktet Catephia och familjen nattflyn. Inga underarter finns listade i Catalogue of Life.